# Élan (F748)
Pour les articles homonymes, voir Élan (homonymie).
L’Élan est un aviso de la classe Élan de la Marine nationale. Son numéro de coque était le A19/F748.

## Service actif
Il est lancé le 27 juillet 1938, et entre en service en 1939. Il est sous le contrôle de Vichy jusqu’en juin 1941. Il est ensuite retenu en Turquie avant d’être remis en service dans les Forces navales françaises libres. Il reste en service après la guerre avant d’être retiré du service le 26 mars 1958.